# Камыстыбас (озеро)
Камыстыба́с или Камыслыбас (также: Камышлыбаш, Камбаш; устар. Камышлы-баш, каз. Қамыстыбас) — солёное озеро в дельте реки Сырдарья, расположено в восточной части Аральского района на западе Кызылординской области Казахстана. На юго-западе через протоку сообщается с озером Лайколь.
Название озера с казахского раскладывается на камысты и бас. Камысты означает «место, где густо растет камыш (тростник)», а бас — «голова, вершина, верховье, начало, верхний».
Площадь Камыстыбаса непостоянна, зависит от гидрологического режима Сырдарьи и составляет в среднем 170 км² (в весенний период увеличивается до 213 км²). Является самым крупным озером в бассейне реки Сырдарья. Озеро вытянуто с юго-запада на северо-восток. Наибольшая глубина 10 м, средняя — 5,5 м. Вода слабосолёная, прозрачная, дно песчаное. Берега преимущественно обрывистые (высотой до 13 м).
В первой половине 1920-х годов озеро исследовала экспедиция под руководством С. Д. Муравейского.
В 2 км к востоку от озера находится одноимённый населённый пункт и железнодорожная станция.
На берегу озера начиная с 2013 года ведутся работы по развитию зоны отдыха «Қамыстыбас» общей площадью 494 га.